# Ingvar Janelid
Erik Ingvar Janelid, född 10 oktober 1914 i Ludvika, död 10 juni 1982 i Danderyd, var en svensk bergsingenjör och professor.
Janelid avlade 1940 examen vid Kungliga Tekniska högskolan (KTH). Efter några år i näringslivet blev han 1952 professor i gruvbrytning med gruvmätning vid KTH. Han invaldes 1961 som ledamot av Ingenjörsvetenskapsakademien.